# Ван Эрчжо
Ван Эрчжо́ (кит. упр. 王尔卓, пиньинь Wáng Ěrzhuō, 5 февраля 1987, Сиань) — китайский футболист, полузащитник клуба «Тяньцзинь Локомотив», выступающего во Второй лиге Китая.

## Карьера

### Клубная
Ван Эрчжо начал футбольную карьеру в клубе «Шэньси Голи» из своего родного города, выступая за молодёжный состав вплоть до конца 2005 года, когда клуб был признан банкротом и расформирован. В 2006 году заключил профессиональный контракт с «Сиань Чаньба Интернэшнл». Дебютировал в основном составе 8 августа 2007 года в матче против «Ухань Оптикс Вэлли». При тренере Чэне Яодуне получал много игровой практики и первый гол забил уже 29 сентября 2009 года в ворота «Тяньцзинь Тэда». Тем не менее, Эрчжо так и не стал игроком основного состава и с 2010 года систематически отдавался в аренду другим клубам: «Шэньчжэнь», «Шэньси Лаочэнгэнь» и «Чэнду Блейдс».
В марте 2015 года перешёл в клуб «Команда Пекинского технологического университета».